# Echiniscus polygonalis
Echiniscus polygonalis är en djurart som tillhör fylumet trögkrypare, och som beskrevs av Ito 1993. Echiniscus polygonalis ingår i släktet Echiniscus och familjen Echiniscidae. Inga underarter finns listade i Catalogue of Life.